# Wasserstraße 28 (Stralsund)
Das Gebäude mit der postalischen Adresse Wasserstraße 28 ist ein denkmalgeschütztes Bauwerk in der Wasserstraße in Stralsund.
Der dreigeschossige Backsteinbau wurde um das Jahr 1930 errichtet.
Das Erdgeschoss des Gebäudes wurde durch einen Ladeneinbau stark entstellt. Ein Zickzackfries ist am abgestuften Traufgesims aufgelegt.
Das Haus liegt im Kerngebiet des von der UNESCO als Weltkulturerbe anerkannten Stadtgebietes des Kulturgutes „Historische Altstädte Stralsund und Wismar“. In die Liste der Baudenkmale in Stralsund ist es mit der Nummer 773 eingetragen.